# Bataille du Alto de Los Godos
Pour les articles homonymes, voir Bataille de Maturín.
Campagne d'Orient (1813)
(Guerre d'indépendance du Venezuela)
Batailles
m
- Güiria
- Irapa
- Maturín (1re)
- Maturín (2e)
- Alto de Los Godos

La bataille du Alto de Los Godos (ou troisième bataille de Maturín) est un affrontement militaire de la guerre d'indépendance du Venezuela entre les républicains vénézuéliens commandés Manuel Piar et les forces royalistes espagnoles dirigées par Domingo Monteverde. Livrée le 25 mai 1813, c'est la troisième bataille de la campagne d'Orient effectuée par Santiago Mariño pour libérer la partie orientale du Venezuela du joug espagnol.

## Contexte
Après la prise des villes de Güiria par Santiago Mariño le 13 janvier 1813 et d'Irapa par José Francisco Bermúdez (es), le frère de ce dernier, José Bernardo Bermúdez, a conquis le 2 février 1813 la ville de Maturín, dans l'actuel État de Monagas, au nord-est du Venezuela. Mais les Espagnols vont tout faire pour la reprendre. Après un premier essai infructueux d'Antonio Zuazola (es) le 20 mars, puis un second de Lorenzo Fernández de la Hoz le 11 avril, Domingo Monteverde en personne se décide à attaquer la ville.

## Déroulement
La bataille del Alto de Los Godos est une des cinq tentatives royalistes de prendre la région orientale. La bataille est notable par la participation de femmes aux combats, comme Juana Ramírez, dite « La Avanzadora ».